# Phymanthus sansibaricus
Phymanthus sansibaricus is een zeeanemonensoort uit de familie Phymanthidae.
Phymanthus sansibaricus is voor het eerst wetenschappelijk beschreven door Carlgren in 1900.